# 罗俊 (1956年)
罗俊（1956年11月—），男，湖北仙桃人，中国引力物理学家，中国科学院院士，国家航天局引力波研究中心主任，曾任中山大学校长。

## 生平
1982年毕业于华中工学院物理化学系，1985年获该校硕士学位，1999年获中国科学院测量与地球物理研究所博士学位。2009年当选为中国科学院院士。2010年7月，任华中科技大学党委常委、副校长。2013年7月，任华中科技大学党委常委、常务副校长。2015年1月，任中山大学党委常委、校长。2016年2月，被补选为第十二届全国人大代表。2018年2月24日，当选为第十三届全国人大代表。2021年9月，任国家航天局引力波研究中心主任。2021年11月19日，卸任中山大学校长。